# Geranium libani
Geranium libani är en näveväxtart som beskrevs av Peter Hadland Davis. Geranium libani ingår i släktet nävor, och familjen näveväxter. Inga underarter finns listade i Catalogue of Life.